# یوناس بیورکمن
یوناس بیورکمن (سوئدی: Jonas Björkman؛ زاده ۲۳ مارس ۱۹۷۲) تنیس‌باز بازنشستهٔ اهل سوئد و شمارهٔ ۴ اسبق جهان است.